# John Logie Baird
Pour les articles homonymes, voir John Baird et Baird.
John Logie Baird, né le 13 août 1888 à Helensburgh (Écosse) et mort le 14 juin 1946 à Bexhill-on-Sea (Angleterre), est un ingénieur écossais connu pour avoir notamment inventé un des premiers systèmes de télévision animée électromécanique ayant largement contribué à l'Histoire des techniques de télévision.

## Biographie

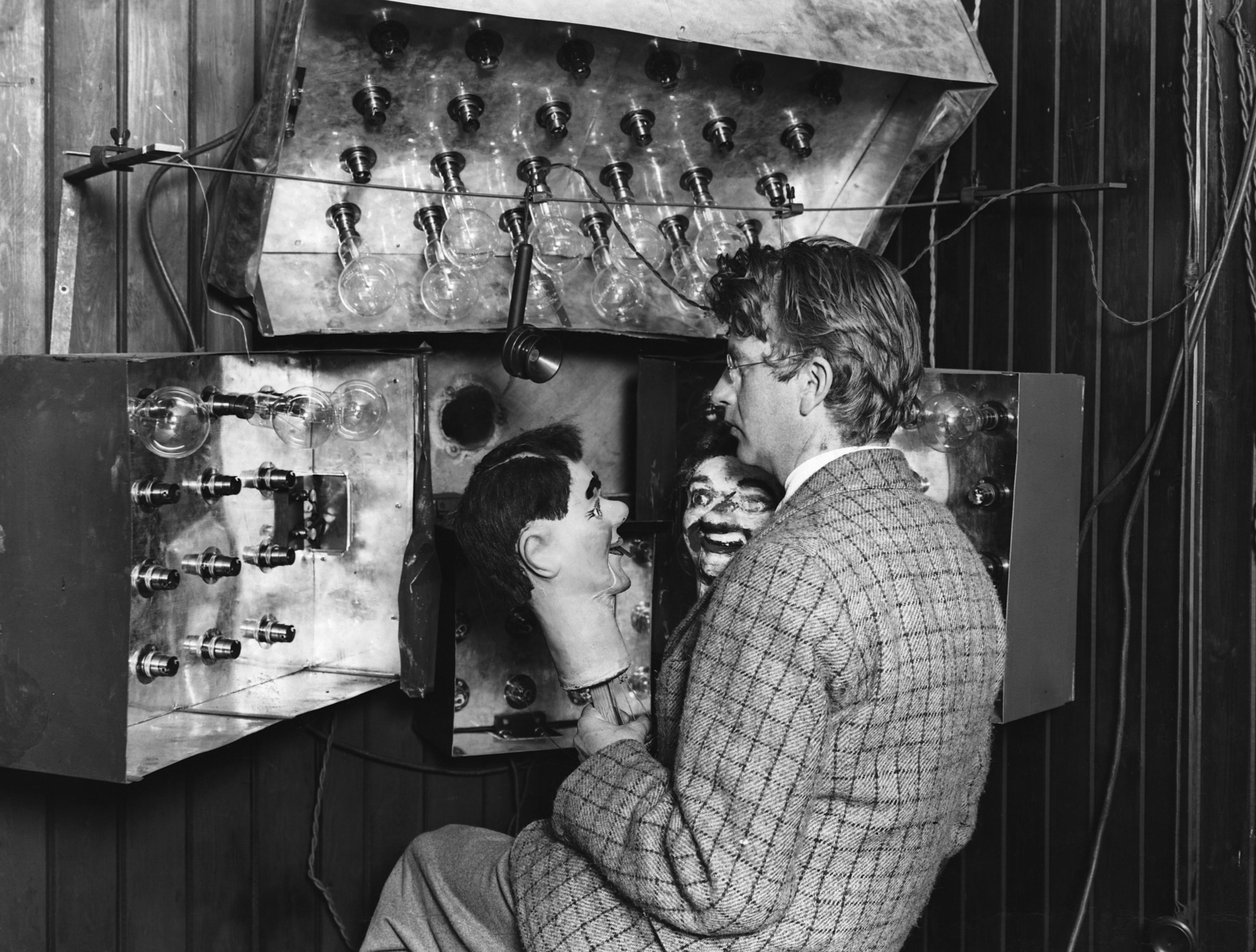
John Logie Baird avec deux marionnettes de ventriloque, James et Stooky Bill, devant son système de télévision (1926).

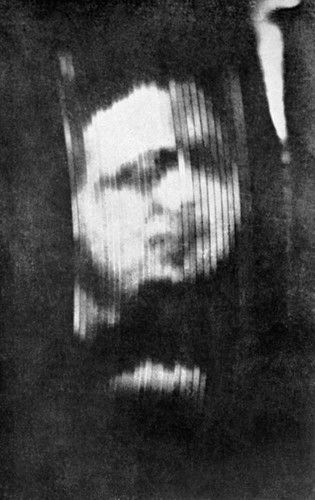
Visage d'Oliver Hutchinson, collaborateur de Baird, transmis le 26 Janvier 1926.

Handicapé par une très mauvaise santé, il abandonne son métier d’ingénieur en énergie électrique en 1922 pour se consacrer à la recherche sur la télévision. En 1924, il réussit à reproduire des formes géométriques simples (croix de Malte), et en 1925, un visage humain reconnaissable (ci-contre). Mais les résultats sont trop médiocres pour être pris en considération. Le 27 janvier 1926, des membres de la Royal Institution assistent à la première séance de télévision véritable, la démonstration publique ayant lieu au 22 Frith Street, dans le laboratoire de l’ingénieur. John Logie Baird devient le premier à produire une image télévisée d’objets en mouvements. En 1927, il transmet une image entre Londres et Grand Central Hotel à Glasgow. En 1928, il effectue une démonstration d'un système de télévision couleur. Il est chargé par les Postes allemandes, en 1929, de développer une chaîne de télévision.
En novembre 1929, Bernard Natan s'associe avec John Logie Baird en fondant la première compagnie de télévision de France, dénommée « Télévision-Baird-Natan ». Le 3 novembre 1930, le théâtre de L'Olympia accueille une démonstration publique de télévision système Baird-Natan. Sur un écran formé de 1 200 ampoules, le fantaisiste Jean Marsac apparait devant les premiers téléspectateurs français.
Le rapport du Television Committee ("Selsdon Committee") présenté le 31 janvier 1935 au Parlement par le Post Office Master considère que la télévision en basse définition telle que fournie par le système Baird n'a pas d'avenir et favorise le développement de la télévision en 240 lignes tel que proposé par EMI-Marconi. La licence de la Baird Company est prolongée jusqu'au lancement du nouveau service de la BBC.
En 1936, son système de télévision est en concurrence avec celui de « Marconi Electric and Musical Industries » pour équiper la première chaîne de la BBC, qui choisit finalement le système de Marconi en 1937.

### Commémoration et honneurs

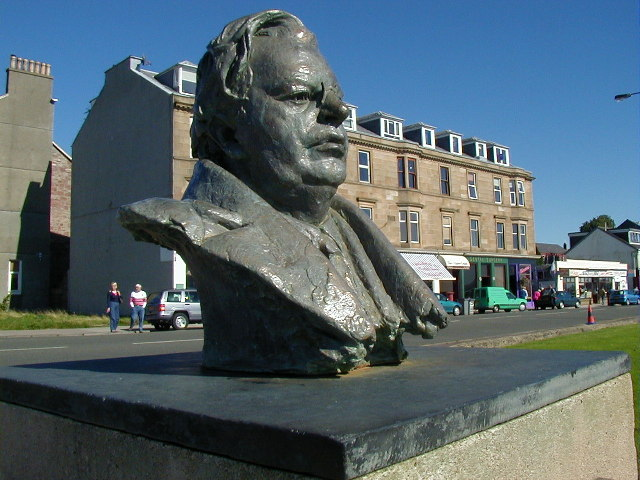
Buste de John Logie Baird à Helensburgh.

L'Australie décerne chaque année depuis 1959 les Logie Awards nommés en son honneur — l'équivalent des Emmy Awards américains — que se disputent les acteurs, réalisateurs et producteurs de télévision du pays.
Le 26 janvier 2016, Google lui consacre un Doodle en Amérique du Nord, en Europe occidentale, en Russie, au Maghreb et dans une demi-douzaine de pays d’Amérique latine.